# Abbaye de Glenluce
L’abbaye de Glenluce est une ancienne abbaye cistercienne située dans le village  éponyme, administrativement situé à Old Luce (en)
Elle est fondée en 1191. Relativement prospère, elle fonde à son tour une abbaye-fille en 1273, celle de Sweetheart.
L'abbaye est confrontée à la dissolution des monastères ; toutefois, les moines sont autorisés à terminer leur vie dans leur abbaye avant que celle-ci ne soit confisquée. À la mort du dernier d'entre eux, en 1602, elle est définitivement fermée.

## Localisation et toponymie
L'abbaye est située en rive gauche (orientale) de la Water of Luce (en), un petit fleuve écossais qui se jette dans le Solway Firth. L'édifice est localisé environ un kilomètre et demi au nord-ouest du village de Glenluce et à trois kilomètres à peine de la côte,,.

## Histoire

### Fondation et Moyen Âge
L'abbaye est fondée, suivant les sources, en 1191 ou 1192, par Roland de Galloway. Elle est confiée à la communauté de Dundrennan, ce qui la place dans la filiation de Clairvaux,. Des études du XIXe siècle ont affirmé une affiliation à Melrose, mais les recherches plus récentes ont invalidé cette hypothèse.
Selon la tradition cistercienne, la communauté du nouveau monastère se compose d'un abbé et de douze moines, qui entament immédiatement la construction de la partie orientale de l'église, afin de pouvoir y célébrer rapidement la liturgie.
En 1173, l'abbaye de Glenluce est sollicitée pour fonder une abbaye-fille à son tour, celle de Sweetheart.

### XVIesiècle
L'emplacement très excentré de Glenluce la préserve probablement des destructions qui ont affecté nombre d'autres abbayes cisterciennes écossaises. La salle capitulaire de l'abbaye est probablement reconstruite en 1515. En 1544, un différend foncier amène l'expulsion temporaire de toute la communauté, qui reste privée de son abbaye durant une année avant la résolution du conflit.
Marie Stuart séjourne une nuit à l'abbaye le 9 août 1563. En 1560, l'abbaye est dissoute de force dans le cadre de la dissolution des monastères ; toutefois, les moines sont autorisés à terminer leur vie au monastère avant que celui-ci ne soit confisqué. À la mort du dernier d'entre eux, en 1602, Glenluce est définitivement fermée.

### Après la Dissolution
À la suiite de la fermeture, l'abbaye reste sans occupant. Toutefois, les destructions dues aux éléments, et surtout l'utilisation de certains bâtiments comme carrière de pierres, ruinent en partie l'édifice. En 1933, la gestion du lieu est confiée à Historic Environment Scotland par le gouvernement.
En 1994, les ruines sont protégées en tant que scheduled monument sous le numéro SM90153.

## Architecture

### Monastère médiéval
Le plan traditionnel cistercien est mis en œuvre à Glenluce, avec un cloître situé du côté méridional de la nef. L'architecture de l'abbatiale est classique, avec une nef flanquée de bas-côtés, deux transepts dotés chacun de deux chapelles de part et d'autre de l'abside.

### Ruines contemporaines

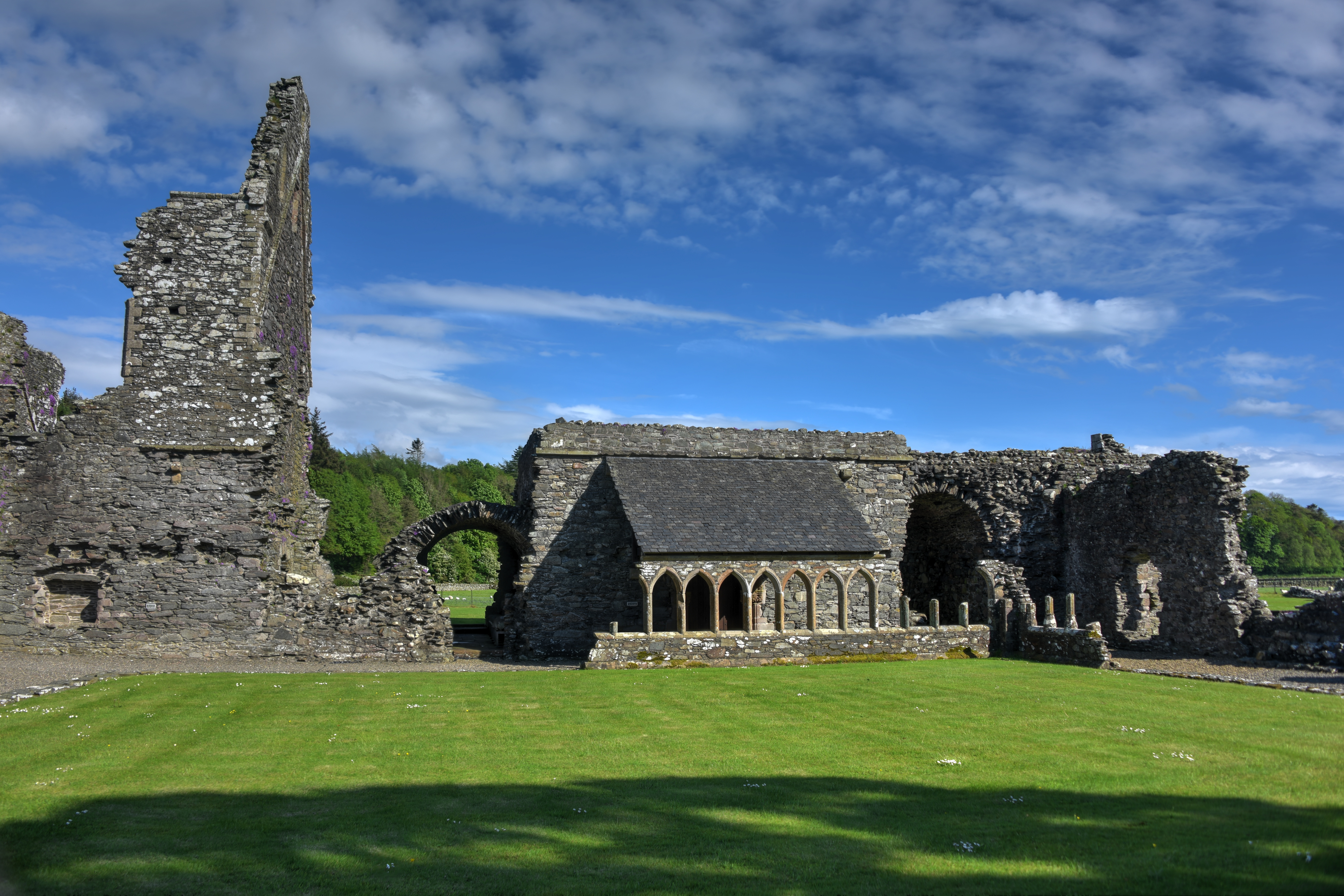
Les ruines de l'abbaye vues depuis l'ancien cloître.

Les principaux restes de l'abbaye correspondent à l’ancien transept méridional. Le plan du cloître est intact, mais sur la plus grande partie du pourtour les ruines n'émergent pas du sol. En revanche, une particularité remarquable de Glenluce est d'avoir conservé une partie du système d'approvisionnement en eau de l'abbaye,.